# Rhea Mills
Rhea Mills è un census-designated place degli Stati Uniti d'America, situato nella contea di Collin dello Stato del Texas.